# Corsola
Corsola és una de les espècies que apareixen a la franquícia Pokémon. És de tipus aigua i roca. El seu nom és una combinació dels mots anglesos coral («corall») i solar («solar»). Corsola va aparèixer per primera vegada a Pokémon Gold i Pokémon Silver. Ha aparegut en diversos episodis de l'anime Pokémon, en particular el Corsola capturat per Misty a l'episodi The Corsola Caper i utilitzat en episodis posteriors. És considerat un Pokémon molt poc útil en les batalles competitives de Pokémon, en gran part a causa de les seves defenses baixes i la seva combinació de tipus. Si se'l fa servir, sol complir la funció de tanc.